# Marie Charrel
Marie Charrel est une romancière et journaliste française lauréate de prix littéraires et de prix de journalisme.

## Biographie
Marie Charrel commence sa carrière en 2006. Diplômée de l'Institut d'études politiques de Grenoble, spécialité économie sociale, et de l'IPJ, elle devient lauréate de l'académie Prisma. Elle intègre ainsi la rédaction du magazine Capital.
Son premier roman intitulé Une fois ne compte pas est publié par Plon en 2010. Le livre reçoit un accueil enthousiaste de la critique,.
En 2013, Marie Charrel rejoint la rédaction du journal Le Monde pour suivre la politique monétaire internationale et l'économie européenne.
Son second roman, L'enfant tombée des rêves, publié en 2014 reçoit des critiques positives,.
Les Éditions Rue Fromentin publient Les Enfants Indociles en 2016.
Fleuve éditions publie les deux romans suivants de Marie Charrel en 2017 et en 2018 : Je suis ici pour vaincre la nuit. Yo Laur (1879-1944), un roman inspiré du destin de la peintre Yo Laur, aventurière, arrière-grand-tante de l'autrice, déportée à Ravensbrück et Une nuit avec Jean Seberg,,.
En tant qu'ancienne étudiante de l'Institut d'études politiques de Grenoble, Marie Charrel contribue au recueil de nouvelles L'Institut publié par les éditions Presses universitaires de Grenoble (PUG),,, paru en 2018.
Les éditions Druide l'invitent à participer au recueil de nouvelles policières On tue la Une, diffusé en 2019 au Québec,.
Son sixième roman, Les danseurs de l'aube,,, paraît aux éditions de l'Observatoire en janvier 2021, inspiré de l'histoire vraie d'un couple de danseurs de flamenco des années 1930, un frère et un sœur séparés par le nazisme. Le roman est sélectionné pour le prix de la Maison de la Presse 2021 et le prix de l'Instant.
La même année, Marie Charrel publie un premier essai Qui a Peur des Vieilles ? aux Éditions Les Pérégrines. Cet essai interroge sur la place des femmes de plus de 50 ans dans notre société occidentale.
En janvier 2023, elle publie Les Mangeurs de Nuit aux éditions de l'Observatoire. Ce roman empreint de mythes et légendes, qui se déroule dans les grands espaces de Colombie Britannique, évoque la rencontre de Jack, un compteur de saumons, et Hannah, une fille d'immigrés japonais, au cœur de la forêt pluviale, où ils s'apprivoisent doucement. Marie Charrel reçoit plusieurs prix littéraires avec cet ouvrage.

## Œuvres
- 2024 : La fille de Lake Placid, Editions Les Pérégrines
- 2023 : Les Mangeurs de Nuit, Éditions de l'Observatoire, Livre de Poche (2024).
- 2021 : Qui a peur des Vieilles, Editions Les Pérégrines, Livre de Poche (2024).
- 2021 : Les danseurs de l'aube, Éditions de l'Observatoire, Livre de Poche (2023).
- 2018 : Une nuit avec Jean Seberg, Fleuve éditions
- 2017 : Je suis ici pour vaincre la nuit. Yo Laur (1879-1944), Fleuve éditions
- 2016 : Les Enfants indociles, Éditions Rue Fromentin, Pocket
- 2014 : L'Enfant tombée des rêves, Plon, Pocket
- 2010 : Une Fois ne compte pas, Plon, Pocket

## Contributions à des recueils de nouvelles
- 2019 : On tue la Une, Druide
- 2018 : L'Institut, Presses universitaires de Grenoble

## Prix de journalisme
- 2015 : Prix du meilleur article financier, catégorie jeunes journalistes[21]
- 2006 : Prix Bayard des jeunes journalistes[22]
- 2006 : Prix AJIS de l'information sociale, 1er prix[23]
- 2006 : Lauréate de l'académie Prisma

## Prix littéraires
- 2023 : Prix Ouest-France Étonnants Voyageurs[24]
- 2023 : Prix Cazes pour "Les Mangeurs de Nuit"[25]
- 2023 : Prix Page des Libraires - France bleu pour "Les Mangeurs de nuit"
- 2023 : Prix du livre Cogedim Club[26],[27].
- 2023 : Prix "Entre lignes" du Pays de Gex[28],[29],[30].